# Джим Ґудзик і машиніст Лукас
«Джим Ґудзик і машиніст Лукас» (німецька Jim Knopf und Lukas der Lokomotivführer) — фантастичний роман для дітей німецького автора Міхаеля Енде. Головними персонажами твору є локомотив Емма, машиніст Лукас та юнак на ім'я Джим Ґудзик (Jim Knopf), які разом вирушають на пошуки пригод з маленького вигаданого острова   (Lummerland).
Твір опубліковано в 1960 році. Книга стала однією з найбільш успішних дитячих книг німецькою мовою післявоєнного періоду. В 1961 твір отримав нагороду, як найкращий німецький літературний твір для дітей (Deutscher Jugendliteraturpreis) Успіх книги зумовив її переклад на тридцять три мови та вихід продовження під назвою Джим Ґудзик і чортова дюжина(Jim Knopf und die Wilde 13).
Під час написання Енде не розглядав свою книгу як дитячий твір., а писав, як повідомляв, для себе. Перед публікацією книгу відхилило близько десяти видавництв.

## Сюжет

### Джим Ґудзик і машиніст Лукас
Історія починається на крихітному острові Недогадія (Lummerland, який є грою слів з Небувалією (Neverland), на якому ледь вистачає місця для залізниці та колій, які звиваються навколо єдиної гори з двома вершинами у центрі острова, продуктової крамниці, маленького будиночку, короля з його двома підданими, локомотива на ім'я Емма, та машиніста Люка. Одного дня листоноша кораблем доставив пакунок з ледь розбірливим написом «для пані Кутняк у Хмарафон», а на звороті пакунку був великий напис «13». Після марних пошуків адресата, мешканці Недогадії відкрили пакунок та на превеликий подив виявили всередині чорношкірого малюка, якого згодом всиновила мешканка острова пані Штоцкер і назвала Джим Ґудзик.
Коли Джим підріс, король занепокоївся, що острів настільки маленький, що може не вистачити місяця для Джима, коли той стане зовсім дорослим.
І через це він оголосив, що Емму слід прибрати з острова. Це рішення короля дуже засмутило машиніста Лукаса, який вирішив покинути острів разом із Еммою та Джимом, який випадково почув, як жалівся Люк і вирішив приєднатися до нього. Вони тимчасово переробили Емму на подобу корабля та вночі відпливли з острова. Врешті вони опиняються у вигаданій країні Мандала (подоба Китаю), де на них чекатимуть безліч пригод.

### Джим Ґудзик і скажена тринадцятка
Джим Ґудзик і скажена тринадцятка (Jim Knopf und die Wilde 13) є продовженням і заключною частиною історії, яку розпочато в першій книзі.
Після подій, описаних у книзі Джим Ґудзик і машиніст Лукас, життя на острові Недогадія протягом року залишалось незмінним до однієї темної ночі, якою листоноша протаранив Нову Недогадію своїм кораблем. Тоді вирішено встановити на острові маяк, але постала давня проблема з розмірами острова, який не дозволяв це здійснити. Розмірковуючи над шляхами розв'язання проблеми, Джим згадав пана Тур Тура та його здібність видаватися велетом, коли на нього дивляться здалеку. Джим і Люк вирішують запросити на острів пана Тур Тура та попросити застосувати свої унікальні здібності в ролі живого маяка. Дорогою до пустелі, де живе пан Тур Тур, друзів чекають нові пригоди.

## Перелік персонажів
Джим Ґудзик (Jim Knopf)головний герой книги та помічник свого кращого друга машиніста Люка.
Люк (Lukas)Машиніст на Недогадії та найближчий друг Джима.
Принцеса Лі Сідонька китайського імператора. Обожнює Джима за хоробрість та розум, незважаючи на те, що він більшу частину історії нехтує навчанням читати та писати.
Емма та Моллілокомотиви Люка та Джима. Емма дуже чутлива та виражає настрої й емоції Люка через посвистування та попихкування, хоча часто й не розуміє причини зміни настрою свого господаря. Моллі теж локомотив, але менша й молодша.
пані Штоцкер (Frau Waas)власниця продуктової крамниці на Недогадії та Джимова прийомна мати.
Король Альфред без чверті дванадцятий (нім. König Alfons der Viertel-vor-Zwölfte)король Недогадії, названий на честь часу, коли він народився та в який вітав своїх підданих на свята.
містер Неталан (Herr Ärmel)мешканець Недогадії та підданий короля Альфреда, змальований у книзі, як типовий англієць, що носить капелюха та усюди бере з собою парасольку.
пан Тур Турздається велетнем (Scheinriese), а насправді ввічлива та скромна людина, яка стала вигнанцем через свою незвичну здатність видаватися велетом, коли на нього дивляться здалеку.
Непомукнапів-дракон від народження, тому що його мати була бегемотихою.
Пінг Понгкрихітний китайський малюк, голова якого нагадує м'яч для гри у пінг понг. Хоча віком він трохи старший за один рік, а розміром не більший за руку дорослої людини, йому властиво поводитись та міркувати як дорослому.
пані Гострозуб (Frau Mahlzahn)чистокровна дракониха та головна антагоністка першої історії.
Скажена тринадцятка (Die Wilde Dreizehn): банда піратів. Не дуже розумні та погано освічені, але грізні та жахливі пірати. Насправді їх дванадцятеро, але через те, що кожного дня вони обирають серед себе нового капітана, то помилково рахують свою кількість як дванадцятеро моряків плюс капітан.

## Українське видання
Енде, М. Джим Ґудзик і машиніст Лукас [Текст]: повість / Міхаель Енде ; пер. з нім. І. Андрущенко. — К. : Грані-Т, 2010. — 292 с.: іл.